# Satyrus bicolor
Satyrus bicolor är en fjärilsart som beskrevs av Adalbert Seitz 1908. Satyrus bicolor ingår i släktet Satyrus och familjen praktfjärilar. Inga underarter finns listade.